# Demostración de la irracionalidad de π

Símbolo del número π, popularizado por Leonhard Euler.

Aunque la constante matemática conocida como π (pi) ha sido estudiada desde la antigüedad, y también el concepto de número irracional, no fue sino hasta el siglo XVIII cuando se probó la irracionalidad de π.
En el siglo XX, se encontraron demostraciones que no requerían un conocimiento más allá del cálculo integral. Una de estas es muy conocida, encontrada por Ivan Niven.

## Demostración mediante fracciones continuas
Se puede demostrar que π es irracional fácilmente si este número es expresable mediante una fracción continua infinita. Dado que cada fracción continua finita se puede expresar mediante un número racional y viceversa, si π fuera racional, debería existir tal fracción continua. Veamos que tal fracción continua es infinita:
- La función arcotangente se puede representar en forma de fracción continua de Gauss, de la siguiente manera:

{\displaystyle \arctan z={\cfrac {z}{1+{\cfrac {z^{2}}{3+{\cfrac {(2z)^{2}}{5+{\cfrac {(3z)^{2}}{7+{\cfrac {(4z)^{2}}{9+\ddots }}}}}}}}}},}
- Tomando z=1, obtenemos que {\displaystyle \textstyle \arctan(1)={\frac {\pi }{4}}} y por tanto:

{\displaystyle {\frac {\pi }{4}}={\cfrac {1}{1+{\cfrac {1}{3+{\cfrac {4}{5+{\cfrac {9}{7+{\cfrac {16}{9+{\cfrac {25}{11+{\cfrac {36}{13+{\cfrac {49}{\ddots }}}}}}}}}}}}}}}}}
Si {\displaystyle \textstyle \pi ={\frac {a}{b}}}, entonces {\displaystyle \textstyle {\frac {\pi }{4}}={\frac {a}{4b}}} y la fracción continua tendría un número finito n de términos. Puesto que esta fracción continua tiene una estructura ordenada, es fácil comprobar que esta contiene infinitos términos, probando la irracionalidad de π.

## Demostración de Ivan Niven
La demostración se basa en el método de reducción al absurdo. Supongamos que π = a/b, con a, b enteros y b ≠ 0 , los cuales, sin pérdida de generalidad diremos que son positivos. Entonces la demostración consiste en los siguientes pasos:
- Dado cualquier número natural n, se define la siguiente función polinómica:

{\displaystyle f(x)={x^{n}(a-bx)^{n} \over n!},\quad x\in \mathbb {R} \!}
Y denotaremos como
{\displaystyle F(x)=f(x)+\cdots +(-1)^{j}f^{(2j)}(x)+\cdots +(-1)^{n}f^{(2n)}(x).\!}
a la suma alternada de f(x) y sus primeras n derivadas pares.
- Principio 1: F(0) = F(π).

Puesto que
{\displaystyle f(x)={x^{n}(a-bx)^{n} \over n!}=f\left({\frac {a}{b}}-x\right),\quad x\in \mathbb {R} \!}
y dado que suponemos π = a/b, la regla de la cadena y el principio de inducción implican que
{\displaystyle f^{(j)}(x)=(-1)^{j}f^{(j)}(\pi -x),\quad x\in \mathbb {R} \!}
para todas las derivadas, en particular
{\displaystyle f^{(2j)}(0)=f^{(2j)}(\pi )\!}
para todo j = 0, 1, 2, ...,n.
- Principio 2: F(0) es un entero.

Usando el binomio de Newton para desarrollar (a – bx)n y haciendo un cambio de índice j = k + n, obtenemos la representación
{\displaystyle f(x)={1 \over n!}\sum _{j=n}^{2n}{n \choose j-n}a^{2n-j}(-b)^{j-n}x^{j}.\!}
Dado que los coeficientes xn, xn+1, ..., x2n son cero y el grado del polinomio f es a lo sumo 2n, se tiene que f (j)(0) = 0. Más aún,
{\displaystyle f^{(j)}(0)={j! \over n!}{n \choose j-n}a^{2n-j}(-b)^{j-n}\quad {\mbox{para }}n\leq j\leq 2n\!}
Puesto que j ≥ n, la fracción de estos dos factoriales es un entero. Lo mismo se cumple para el coeficiente binomial, que puede ser visto como una interpretación combinacional del triángulo de Pascal. Y así f y cualquier derivada de f en 0 es un entero, con lo cual F(0) también lo será.
- Principio 3:

{\displaystyle {\frac {1}{2}}\int _{0}^{\pi }f(x)\operatorname {sen}(x)\,dx=F(0).\!}
Dado que f (2n + 2) es el polinomio cero, tenemos que
{\displaystyle F''+F=f.\,}
Las derivadas de la función seno y coseno están dadas por (sen(x))' = cos(x) y (cos(x))' = −sen(x), y así la regla del producto implica
{\displaystyle (F'\cdot \operatorname {sen} -F\cdot \cos )'=f\cdot \operatorname {sen} \!}
Por el teorema fundamental del cálculo
{\displaystyle {\frac {1}{2}}\int _{0}^{\pi }f(x)\operatorname {sen}(x)\,dx={\frac {1}{2}}{\bigl (}F'(x)\operatorname {sen} x-F(x)\cos x{\bigr )}{\Big |}_{x=0}^{x=\pi }.\!}
Ahora bien, sen(0) = sen(π) = 0 y cos(0) = –cos(π) = 1, y aplicando el principio 1 se obtiene el resultado deseado.
- Prueba: Puesto que f(x) > 0 y sen(x) > 0 para 0 < x < π (porque π es el más pequeño número positivo que anula la función seno), el principio 2 y 3 muestran que F(0) es un entero positivo . Luego

{\displaystyle x(\pi -x)={\Bigl (}{\frac {\pi }{2}}{\Bigr )}^{2}-{\Bigl (}x-{\frac {\pi }{2}}{\Bigr )}^{2}\leq {\Bigl (}{\frac {\pi }{2}}{\Bigr )}^{2},\quad x\in \mathbb {R} \!}
y 0 ≤ sen(x) ≤ 1 para 0 ≤ x ≤ π, obtenemos que
{\displaystyle {\frac {1}{2}}\int _{0}^{\pi }f(x)\operatorname {sen}(x)\,dx\leq {\frac {b^{n}}{n!}}{\Bigl (}{\frac {\pi }{2}}{\Bigr )}^{2n+1}\!}
que es más pequeño que 1 para un entero n grande, y también F(0) < 1 por el principio 3 para ese n, lo cual es imposible para el entero positivo F(0).
Q.E.D.